# Josephine Cochrane
Josephine Garis Cochrane (Contea di Ashtabula, 8 marzo 1839 – 3 agosto 1913) è stata un'inventrice statunitense, famosa per aver inventato la prima lavastoviglie meccanica nel 1886, a Shelbyville; un tipo di lavastoviglie era stato già brevettato nel 1850 da Joel Houghton, ma essendo di legno non aveva funzionato.

## Biografia
Josephine nacque nel 1839 nella Contea di Ashtabula, in Ohio. Suo padre, John Garis, era un ingegnere molto reputato a Chicago. Sua madre, Irene Fitch Garis, era la figlia di John Fitch, un uomo difficile ma con grande capacità creative, che riuscì nel 1789 a creare il primo battello a vapore. Anche se non riuscì a brevettare e sviluppare la sua invenzione, la sua creazione servì da base a Robert Fulton.
La famiglia si trasferì a Valparaiso per motivi lavorativi e dopo il prematuro decesso della madre, il padre l'inviò a Shelbyville dalla zia materna. Lì terminò i suoi studi e conobbe William Cochran. L'uomo divenne suo marito nel 1858, lei aveva 19 anni e lui 27. Il marito era un commerciante che aveva avuto successo e che aveva ambizioni politiche. La coppia organizzava numerose cene sia perché erano persone molto socievoli, sia per consolidare le relazioni del marito il che fu d'aiuto per la carriera nel partito democratico.

### L'invenzione della lavastoviglie
Josephine possedeva un servizio di porcellana che amava molto e si rese conto che il lavaggio frequente stava causando danni al servizio. Per preservarlo sembra che avesse deciso di lavare lei stessa la porcellana. Stanca di questo noiso compito, decise di trovare lei stessa una selezione meccanica che la sollevasse da questa incombenza preservando il suo amato servizio. Sembra che un giorno abbia pronunciato una frase poi diventata famosa: "If nobody else is going to invent a dishwashing machine, I’ll do it myself" (In italiano: "Se nessun altro inventerà una lavastoviglie, lo farò io"). Dopo aver misurato i piatti, costruì compartimenti filo, appositamente progettati per essere adattati a piatti, tazze, o piattini. Collocò i vani in una ruota che giaceva all'interno di una caldaia di rame. Un motore girava il volante, mentre acqua calda mista a sapone schizzata dal fondo della caldaia pioveva sulle stoviglie. Le amiche ne rimasero impressionate e la chiamarono "lavastoviglie Cochrane".
La donna brevettò il suo progetto in Illinois e avviò la produzione. Nel 1890 creò la sua società, la Garis-Cochran Manufacturing. Nel 1893 mostrò la sua macchina alla Fiera Colombiana di Chicago, sorpassando anche le opere di Parigi e vincendo il primo premio. Nel 1897 la sua società fu ribattezzata Cochran's Crescent Washing Machine Co. e iniziò a suscitare l'interesse di ristoranti e alberghi. Numerosi investitori s'interessarono al suo prodotto, ma ponevano come condizione le sue dimissioni. Cochrane riuscì a resistere grazie ai numerosi ordini di acquisto che le permisero di aprire una fabbrica vicino a Chicago. Nonostante il grande successo negli alberghi e ristoranti, Josephine Cochrane non ebbe mai la soddisfazione di vedere la sua invenzione diffondersi nelle residenze private. Morì nel 1913 all'età di 74 anni nella casa di Chicago e fu sepolta vicino al marito nel cimitero di Glenwood a Shelbyville. La sua azienda fu acquistata nel 1926 da KitchenAid, a sua volta acquistata da Whirlpool Corporation.

## Riconoscimenti
Nel 2006 fu introdotta nella lista del National Inventors Hall of Fame.